# José Vicente Hernández
José Vicente Hernández Fernández, dit Pepu ou Pepu Hernández, né le 11 février 1958 à Madrid, est un entraîneur espagnol de basket-ball.

## Biographie

### Carrière sportive
Après avoir entraîné toutes les équipes de jeune de l'Estudiantes Madrid, il devient l'entraîneur de l'équipe fanion en décembre 1994. Il occupe ce poste jusqu'en 2005, année où il décide de faire une coupure avec la carrière d'entraîneur. À la fin de la saison 2000-01, il avait déjà pris cette décision mais dès décembre 2001, la situation du club lui a fait reprendre les rênes de l'équipe.
Avec son club, et malgré un budget moyen, il participe à une finale de Coupe Korać en 1999 avant de gagner une Coupe du Roi en 2000. C'est en 2004 qu'il obtient le meilleur résultat en Liga ACB : il parvient en finale ce qui lui permet également d'être récompensé du titre d'entraîneur de l'année.
Début 2006, la fédération lui offre la place de sélectionneur national. Sous sa conduite, la sélection espagnole reste invaincue durant toute la préparation au mondial 2006 au Japon. Elle le reste également durant la compétition pour obtenir le titre mondial face à la Grèce en finale, et ce malgré l'absence de sa star Pau Gasol, blessé en demi-finale.
Pour ne pas perturber la préparation de son équipe, il taira la mort de son père, survenue la nuit précédant la finale.

### Engagement politique
Il annonce le 29 janvier 2019 qu'il postule aux élections primaires du Parti socialiste ouvrier espagnol (PSOE) du 9 mars pour désigner la tête de liste aux élections municipales du 26 mai à Madrid. Il bénéficie du soutien du président du gouvernement Pedro Sánchez. Ayant présenté le 25 février 531 parrainages, le maximum autorisé par le règlement et qui correspondent à 10 % des effectifs du PSOE dans la capitale espagnole, il l'emporte au premier tour de scrutin face à Chema Dávila et Manuel de la Rocha avec 1 697 voix en sa faveur, soit 65 % des suffrages exprimés,.
Élu au conseil municipal de la capitale espagnole alors que la droite retrouve le pouvoir, il occupe les fonctions de porte-parole du groupe des élus socialistes jusqu'au 2 septembre 2021, tout en conservant son mandat de conseiller municipal. Six mois plus tôt, des rumeurs avaient fait état de son possible départ de l'hôtel de ville pour prendre la présidence du Conseil supérieur des Sports, finalement confiée à José Manuel Franco. La direction provisoire du PSOE-M choisit Mar Espinar pour le remplacer.

## Résumé sportif

### Entraîneur

#### Club
- 1990-1994 :  Estudiantes Madrid (assistant)
- 1994-2005 :  Estudiantes Madrid
- mars 2010-2011 :  Joventut de Badalona
- 2011-2012 :  Estudiantes Madrid

#### Sélection nationale
- 2006-2008 :  équipe d'Espagne

### Palmarès

#### Club
- Finaliste de la Coupe Korać 1999
- Finaliste de la Liga ACB 2004
- Coupe du Roi 2000

#### Sélection nationale
- Championnat du monde masculin de basket-ball
  -  Médaille d'or au championnat du monde 2006 au Japon
- Championnat d'Europe de basket-ball
  -  Médaille d'argent au championnat d'Europe 2007 en Espagne

#### Distinction personnelle
- Entraîneur ACB de l'année en 2004